# Alstroemeria aurea
Alstroemeria aurea este o specie de plante monocotiledonate din genul Alstroemeria, familia Alstroemeriaceae, descrisă de Robert Graham. Conform Catalogue of Life specia Alstroemeria aurea nu are subspecii cunoscute.